# Vegvísir

Vegvisir

El Vegvísir és un símbol màgic que pretén guiar les persones durant una jornada de mal temps. No obstant això, Vegvísir no es pot considerar un mite, està relacionat amb un artefacte (brúixola solar) usat pels navegants vikings semblant a la rosa dels vents.

## Neopaganisme

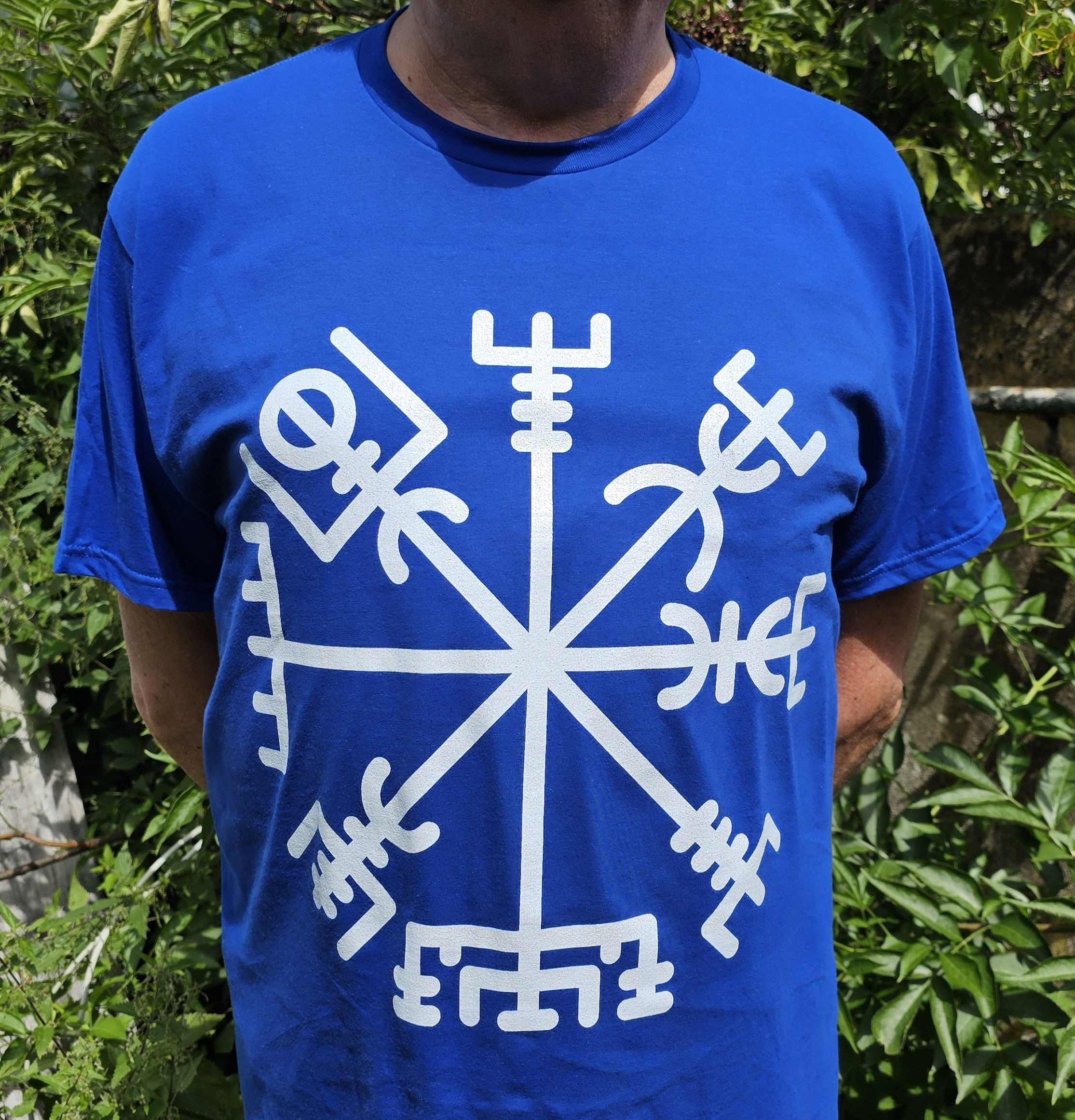
Vegvísir

El vegvísir reapareix en el neopaganisme en forma de tatuatge (encara que no està demostrada l'existència de tatuatges en els pobles del nord prèvia a l'entrada del Cristianisme), com a símbol místic d'ajuda per a no torçar el camí recte a seguir en la vida.

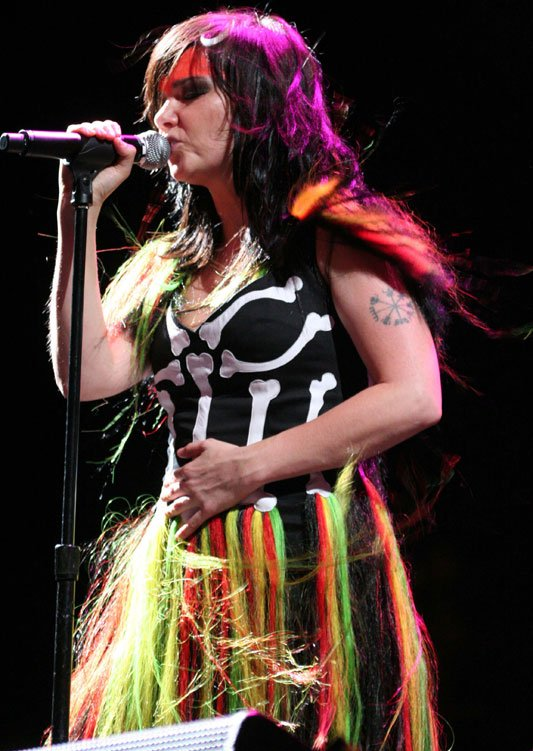
La cantant islandesa Björk mostrant el seu tatuatge vegvísir

L'exemple més conegut pertany a la cantant Björk que mostra tatuat un vegvísir en el seu braç esquerre.